# Melanophylla crenata
Melanophylla crenata är en tvåhjärtbladig växtart som beskrevs av John Gilbert Baker. Melanophylla crenata ingår i släktet Melanophylla och familjen Torricelliaceae. Inga underarter finns listade.